# Czarny teatr
Czarny teatr (czes. černé divadlo) – rodzaj niemego widowiska scenicznego odgrywanego na ciemnej scenie z czarnymi kurtynami i z odpowiednim użyciem oświetlenia tworzącym grę światła i cienia. Ten rodzaj teatru wywodzący się z Azji jest szczególnie popularny w Pradze, gdzie można go zobaczyć w wielu teatrach.